# Феликс Јусупов
Кнез Феликс Феликсович Јусупов, гроф Сумароков-Елстон (рус. Князь Феликс Феликсович Юсупов, Граф Сумароков-Эльстон; Санкт Петербург, 23. март 1887 — Париз, 27. септембар 1967) био је руски племић и мемоариста, најпознатији по учешћу у убиству Григорија Распућина.
Потомак угледне и богате породице татарског порекла, провео је младост раскалашно и у складу са идеалима естетицизма, због чега је прозван руским Доријаном Грејом. Након што му је рођени брат Николај Феликсович убијен у двобоју због афере са удатом женом 1908. године, постао је једини наследник великог породичног богатства. Студирао је шумарство и енглески језик на Оксфорду у периоду од 1909. до 1913. Вративши се у Санкт Петербург, оженио се Ирином Александровном, једином сестричином цара Николаја II, са којом је добио ћерку Ирину Феликсовну 1915. године.
Заједно са Дмитријем Павловичем и Владимиром Пуришкевичем извршио је убиство над Григоријем Распућином у ноћи између 29. и 30. децембра 1916. године. Нетрпељивост према Распућину је била проузрокована великим утицајем овог мистика на царску породицу због његове наводне способности да лечи царевића Алексеја, који је боловао од хемофилије. Део руског племства, међу којима је био и Јуспов, сумњичила је да Распућин поставља и смењује министре, усмерава спољну и унутрашњу политику, заступа пронемачке интересе, а крајем 1916. године сматрало се да је он крив за све неуспешне кадровске одлуке које су доводиле до пораза Русије у рату.
Након Фебруарске револуције Јусупов је са породицом избегао прво на Крим, потом на Малту, па у Италију, да би се од 1920. трајно настанио у Паризу. У Паризу је постао познат по великодушној помоћи руским избеглицама, али су временом били присиљени да живе скромније. Тужио је 1933. амерички студио Метро-Голдвин-Мејер због начина на који је његова супруга представљена у филму Распућин и царица. На рачун одштете добио је тадашњих 25 000 фунти (данашњих 1 250 000 фунти). Написао је мемоаре Минули сјај.

## Детињство и младост
Феликс Јусупов је рођен у Палати на Мојки у Санкт Петербургу, тадашњој престоници Руског царства. Његов отац, кнез Феликс Феликсович Самароков-Елстон био је син грофа Феликса Николајевича Сумароков-Елстона, док је његова мајка, кнегиња Зинаида Јусупова, била последњи потомак Јусупова, богате породице татарског порекла. Руски цар, не би ли спречио да име породице Јусупов изумре, дозволио је да муж преузме презиме и титулу своје супруге. Пар се венчао 4. априла 1882. године у Санкт Петербургу.
Породица Јусупов, богатија од царске породице Романов, стицала је богатство вековима. Поседовали су четири палате у Санкт Петербургу, три палате у Москви, 37 имања у различитим деловима Русије (Курска, Вороњешка, Полтавска област), руднике угља и гвожђа, плантаже и фабрике, млинове и нафтна налазишта на Каспијском мору. Након што му је старији брат Николај Феликсович убијен у двобоју због афере са удатом женом 1908. године, Феликс Јусупов је постао једини наследник великог богатства.
У младости је водио раскалашан живот; кретао се у боемским круговима, трошио паре на уметничке предмете, прерушавао се у девојку, носио егзотичну одећу и упуштао се у љубавне односе са женама и мушкарцима. Од 1909. до 1913. године студирао је шумарство, а потом енглески језик, на Оксфорду, где је био члан елитног Клуба Булингтон и основао Руско друштво Универзитета Оксфорд. Живео је расипнички у Улици краља Едварда 14, заједно са руским куваром, француским возачем, енглеским послужитељем и спремачицом. Поседовао је три коња, ару и булдога, кога је назвао Панч. Пушио је хашиш, играо поло и спријатељио се са Луиђијем Франчетијем, пијанистом, и Жаком де Бистегијем, уметничким колекционарем - обојица су једно време живели са њим. У то време, упознао се и са Албертом Стопфордом и Освалдом Рајнером. Изнајмио је стан у Улици Карзон бр 4 у Мејферу, где је неколико пута угостио балерину Ану Павловну, која је у то време живела у Хемпстеду.

## Брак
Након што се вратио у Санкт Петербург, оженио се кнегињом Ирином Александровном, једином сестричином руског цара Николаја II. Венчање је одржано у капели Палате аничков 22. фебруара 1914. године. Млада је носила вео који јe припадао Марији Антоанети. Пар је провео медени месец у Каиру, Јерусалиму, Лондону, Паризу и Баду Кисингену, где су одсели његови родитељи.

## Први светски рат
Породица Јусупов се налазила у Немачкој када је избио Први светски рат, те су били у опасности да постану ратни заробљеници. Ирина се обратила својој рођаки војвоткињи Цецилији Мекленбург-Шверин са молбом да се заложи код цара Вилхелма II. Цар је одбио молбу да се допусти повратак у Русију и наложио им је да потпишу документ са којим би се обавезали да ће остати у Немачкој на једном од три понуђена пребивалишта, док траје рат, уз јемство да ће се са њима поступати обазриво. Феликсов отац се обратио за помоћ шпанском амбасадору, те су уз његову помоћ успели да дођу до амбасадорског воза с којим су се тајно одвезли до неутралне Данске, одакле су испловили за Финску и стигли у Русију.
Јусупови су добили ћерку Ирину Феликсовну Јусупову, прозвану Бебе, 1915. године. Крсни кум је био цар Николај II, а кума царица мајка Марија Фјодоровна. Ирина је била њихов једини потомак. Бригу о њој, све до девете године, преузели су Феликсови родитељи. Како се касније Феликс жалио, баба и деда су размазили дете. Касније, Бебе је обожавала оца, али је била суздржана према мајци.
Феликс је избегао мобилизацију пошто је тадашњи закон ослобађао синове јединце од обавезе војне службе у рату. Иринина рођака, велика кнегиња Олга Николајевна, са којом је била веома блиска у детињству, презирала је Ирининиог мужа зато што није био у војсци. У писму упућеном оцу Николају 5. марта 1915. написала је: „Феликс је призмени цивил, обучен сав у одећу браон боје, хода и крстари по соби, тражи часописе по полицама и буквално не ради ништа”.  У фебруару 1916. године Феликс је кренуо на обуку за официре у елитној војној академији Пажевски корпус. Не би ли збринуо рањенике са источног фронта, прилагодио је крило своје палате у Ливничкој улици у болницу за рањене војнике.

## Убиство Распућина
Феликс Јусупов је широј јавности најпознатији као убица Григорија Распућина. Нетрпељивост према Распућину је била проузрокована великим утицајем овог мистика на царску породицу због његове наводне способности да лечи царевића Алексеја, који је боловао од хемофилије. Део руског племства је сумњичила да Распућин поставља и смењује министре, усмерава спољну и унутрашњу политику, а крајем 1916. године сматрало се да је он крив за све неуспешне кадровске одлуке које су доводиле до пораза Русије у рату. Такође, у јавности се говорило да Распућин наговара цара да потпише примирје са Немачком.
Према разрађеном плану, Јусупов се прво приближио Распућину, тврдећи да жели да га мистик излечи од здравствених проблема. Паралелно, тражио је саучеснике међу другим великодостојницима. Прво се обратио Василију Маклакову, јер је знао за његове негативне ставове према Распућину изговорене у Думи. Маклаков је прихватио да га саветује али је одбио да учествује директно у убиству. Потом се обратио Владимиру Пуришкевичу, који је према речима Феликса Јуспова, са жаром и одушевљењем обећао помоћ. Завереницима се прикључио и Дмитрије Павлович, царев блиски рођак и један од најбољих Феликсових пријатеља.
Убиство се одиграло у ноћи између 29. и 30. децембра 1916. у подруму Палате на Мојки, а убиство су извршили Јусупов, Павлович и Пуришкевич уз помоћ Станилоса Лазоверта и Сергеја Сухотина. Каснија обдукција је потврдила три прострелне ране на Распућиновом телу. Први метак је прошао кроз леву страну грудног коша продревши у стомак у пределу јетре, а други је прошао кроз леву страну леђа продревши у бубрег. Иако га ова два хица нису убила на месту, ране су биле озбиљне и претпоставља се да би га усмртиле у року од 10-20 минута. Тешко рањен Распућин је успео да се домогне дворишта где је пао у снегом прекривен травњак. Трећи метак је испаљен у чело. Није сигурно да ли га је Јусупов пре тога ударао палицом, нити се зна да ли је трећи метак опалио Јусупов или Пуришкевич. Завереници су леш бацили са Моста Бољшој Петровски под лед замрзнуте Мале Неве.
Тело је врло брзо пронађено и кривци су лако откривени. Царица је захтевала смртну казну, али су је наговорили да одустане од оптужби. Цар је без суђења послао Дмитрија на фронт у Персију; Пуришкевич је већ отишао на фронт у Румунију, док је Феликс протеран на имање Ракитноје.
Јусупов је објавио неколико извештаја о убиству Распућина укључујући и детаљну реконструкцију у својим мемоарима „Минули сјај”.

### Теорије о укључености Британске службе у убиство
У последњих неколико година појавило се неколико публициста који су довели у питању званичну верзију о идентитету убице развијајући теорију да су убиство организовали припадници Британске тајне службе. Према овој теорији британски агенти су били забринути због гласина да Распућин наговара цара да потпише споразумни мир са Немачком, јер би у случају затварања источног фронта, сва немачка сила била усмерена на западни фронт. Постоји неколико верзија ове теорије, али све инсистирају да су убиство организовали агенти Семјуел Хоаре и Освалд Рејнер, који је био пријатељ Јусупова на Оксфорду, а поједини инсистирају да је Рејнер сам упуцао Распућина.
Иако се ова теорија појавила и у медијима и о њој је снимљен и ТВ документарац, званични историчари је одбацују. Према речима историчара Дагласа Смита „не постоји убедљив доказ о умешаности британских агената у злочин”. Исто мишљење има и Кит Џефри, историчар специјализован за историју британске службе, који тврди да не постоји ниједан документ у архиви британске тајне службе који би поткрепио овакве теорије. Фурман у својој биографији Распућина истиче да не постоје сумње да је Јусупов био убица, те да је само убиство почињено неспретно, што сведочи да је крвни акт починио аматер а не професионалац.

## Избеглиштво
Недељу дана након Фебруарске револуције, цар Николај је абдицирао 2. марта. У складу са новонасталом ситуацијом, Јусупови су отишли на Крим, а потом су се на кратко вратили у Палату на Мојки како би покупили накит (укључујући плави дијамант султан од Марока, дијамант поларна звезда и пар дијамантских минђуша Марије Антоанете) и две Рембрантове слике. Продаја ових добара омогућила је живот породици у изгнанству. Рембрантове слике је купио Џозеф Е. Виденер 1921. године и данас су изложене у националној галерији у Вашингтону.
Породица се на Криму укрцала на британски ратни брод Марлбороу који их је одвезао из Јалте до Малте. Феликс се на броду хвалио како је убио Распућина. Један од британских официра је забележио како се Ирина: „чинила повученом и стидљивом у први мах, али да је уз мало пажње посвећене њеној лепој девојчици постала отворенија, те сам схватио да је и она шармантна и да течно говори енглески.”
Са Малте су отпутовали у Италију а потом у Париз. У Италији су подмитили царинике дијамантима пошто нису имали визу. У Паризу су остали неколико дана у Хотелу де Вендом, а потом су отпутовали за Лондон. У Паризу су се трајно настанили од 1920.
Брачни пар је у Паризу основао краткотрајну модну кућу Ирфе (Irfé), чије се име састојало од два почетна слова њихових имена. Ирина је била модел за неколико искројених хаљина. Феликсова неспособност да води финансијске послове и крах берзе на Вол Стриту 1929. довеле су до затварања предузећа.
Јусупови су били познати по дарежљивости према другим руским избеглицама. Њихова филантропија, али и расипнички живот и лоше вођење финансија довеле су до брзог нестанка спашеног дела породичног богатства.

## Тужбе
Године 1932. Феликс и Ирина су тужили холивудски студио Ем-Џи-Ем на енглеском суду под оптужбом за клевету и нарушавање приватности због начина на који су представљени у играном филму Распућин и царица. Разлог за тужбу није био у томе што је Феликс представљен као убица, већ то што је лик принцезе Наташе, заснован на Ирини, представљен као Распућинова љубавница. Јуспови су добили тужбу због убедљивих аргумената њиховог адвоката Патрика Хестингса, те им је исплаћена одштета у висини 25 000 фунти (изражено у данашњем курсу око 1 250 000 фунти). Холивудски филмови су због ове тужбе увели праксу да се на шпици сваког филма наводи обавештење да су сви ликови и догађаји производ фикције и да је свака сличност са стварним ликовима и догађајима случајна.
Феликс је на њујоршком суду 1965. године тужио телевизијску кућу Си-Би-Ес због драме засноване на убиству Распућина. Тужилац је тврдио да су неки догађаји фикционализовани и да није добио накнаду за ауторска права.  Суд је пресудио у корист телевизије
Након што је објавио мемоаре у којима је описао своје убиство Распућина, Марија Распућин, ћерка Григорија Распућина, тужила је Јусупова и Дмитрија Павловлича на Париском суду, тражећи одштету од 800 000 долара. Тражила је њихово хапшење због признања убиства тврдећи да би свака иоле пристоја особа била згађена начином на који је њен отац убијен.  Суд је одбацио тужбу са образложењем да француски суд није надлежан за политичка убиства која су се одиграла у Русији.

## Смрт
Ирина и Феликс су живели у складном и срећном браку више од педесет година. Када је Феликс умро 1967. године, кнегиња је била скрхана те је и умрла три године касније. Сахрањени су на руском православном гробљу Сент Женевјев де Буа, јужном предграђу Париза. Јусупови лични папири и одређен број породичних предмета и слика наследио је Виктор Контрерас, мексички вајар.

## Потомци
Феликс и Ирина имали су једну ћерку:
- Кнегиња Ирина Фелсковсна Јусупова, (21. март 1915, Санкт Петербург, Русија – 30. август 1983, Кормеј ан Паризи, Француска), удала се за грофа Николаја Дмитријевича Шереметева; имала је једног потомка:
  - Грофица Ксенија Николаевна Шерматова (рођена: 1. март 1942, Рим, Италија), удата за Илијаса Сфириса; има једног потомка:
    - Татјана Сфирис (рођена 28. августа 1968, Атина, Грчка), удала се за Алексиса Ђианакоупоулоса, од кога се развела, а потом се удала за Антонија Вамвакидиса. Има двоје потомака:
      - Марилија Вамвакидис (рођена: 7. јула 2004)
      - Жасмин Ксенија Вамвакидис (рођена 17 May 2006)